# De plantis
Sulle piante (in greco: Περὶ φυτῶν; latino: De plantis) è un trattato botanico incluso nel Corpus di Aristotele ma generalmente considerato spurio. Esso descrive la natura e le origini delle piante.

## Struttura
Il trattato  si ritiene, oggi, scritto dallo storico e filosofo Nicola di Damasco nel I secolo a.C.. Si tratta della traduzione greca di una traduzione latina, condotta a sua volta su una traduzione araba di una traduzione siriaca.
Esso inizia procedendo dall’intuizione comune alla ricerca scientifica e sistematica, secondo uno schema tipicamente aristotelico:
La vita si osserva negli animali e nelle piante, ma essa negli animali si manifesta in modo evidente e chiaro, mentre nelle piante è tenuta nascosta e non è altrettanto palese. È necessario pertanto, preliminarmente, avviare un'estesa indagine per trovarne la conferma. L'indagine consiste nel chiedersi se le piante hanno un'anima oppure no, se possono provare desiderio, dolore, piacere, e se sanno discernere . 
L'opera è divisa in due parti, o meglio, libri. La prima parte discute la natura della vita delle piante, il sesso nelle piante, le parti delle piante, la loro struttura e classificazione, la composizione e i loro prodotti, i metodi di propagazione e fecondazione, i cambiamenti e le variazioni. La seconda parte descrive le origini della vita vegetale, il loro materiale, gli effetti delle condizioni esterne e del clima sulle piante, le piante acquatiche e di terra, gli effetti della località, il parassitismo, la produzione di frutti e foglie, i colori e le forme, i frutti e loro sapori.

## Edizioni
Nel XII secolo, Alfredo di Sareshel realizzò una traduzione commentata dall'arabo al latino, che fu utilizzata dal Savonarola nel trattato De doctrina Aristotelis. All'epoca esistevano anche traduzioni in ebraico e in siriaco, mentre Sant'Alberto Magno sviluppò il trattato in un De vegetalibus di cui Sareshel realizzò una versione commentata. Gli altri due commenti  provengono da Pietro d'Alvernia e da Adamo di Buckfield.